# Tritoniopsis intermedia
Tritoniopsis intermedia är en irisväxtart som först beskrevs av John Gilbert Baker, och fick sitt nu gällande namn av Peter Goldblatt. Tritoniopsis intermedia ingår i släktet Tritoniopsis och familjen irisväxter. Inga underarter finns listade i Catalogue of Life.